# Ana Cecilia Natteri
Ana Cecilia del Carmen Yraida Natteri Montalva (Lima, 14 de julio de 1951) es una actriz peruana. Es conocida por dar vida a "Doña Caramela" en las telenovelas Ven baila quinceañera y Los Vílchez en un rol principal.

## Biografía
Se formó como actriz en el Teatro de la Universidad Católica. Asistió a talleres de actuación con John Strasberg y Alberto Ísola.
En 1997, actuó en la obra Esperando a Godot, dirigida por Edgar Saba. Seguidamente actuó en las producciones televisivas Gabriela (1998) e Isabella, mujer enamorada (1999).
En 2008, participó en la telenovela Los Barriga. El siguiente año actuó en teatro en las obras Móvil y Esperando la carroza.
En 2010, actuó en las obras El enfermo imaginario, Agosto (Condado de Osage) y Los monólogos de la vagina (una sola función).
En 2011, actuó en las obras La mujer espada, Entonces Alicia cayó bajo la dirección de Mariana de Althaus, y La fiesta de cumpleaños (adaptación de The Birthday Party de Harold Pinter), dirigida por Chela de Ferrari.
Natteri aparece en la película Asu Mare (2013), interpretando a la madre de Carlos Alcántara. También participó en la película El limpiador del director Adrián Saba. En teatro actuará en A la gente le gusta el té.
Participó en el 2015 en la famosa telenovela Ven, baila, quinceañera estando presente hasta la tercera temporada.

## Créditos

### Teatro
- Escorpiones mirando al cielo (1991)
- Esperando a Godot (1997) como Estragón.
- La Celestina (2003)
- El cerco de Leningrado (2005)
- El Tartufo (2006) como Madame Pernelle.
- La fiesta del chivo (2007)
- Móvil (2009) como Sara.
- Esperando la carroza (2009) como Elvira.
- El enfermo imaginario (2010)
- Agosto (Condado de Osage) (2010) como Mati.
- Los monólogos de la vagina (2010) Intérprete.
- La mujer espada (2011) como Luisa.
- Entonces Alicia cayó (2011) como Alba.
- La fiesta de cumpleaños (2011–12) como Meg.
- A la gente le gusta el té (2013)

### Televisión
- Gabriela (1998–99)
- Isabella, mujer enamorada (1999) como Jacinta.
- Milagros (2000–01) como Margarita Manrique.
- Soledad (2001) como Socorro García Núñez.
- Tormenta de pasiones (2004) como Virginia.
- Los Barriga (2008–09) como Doña Berta.
- Lalola (2011)
- Ven baila quinceañera (2015-18) como Carmela Ortiz Vda. De Vílchez "Doña Caramela".
- Te volveré a encontrar (2017-18) como Faraona.
- Los Vílchez (2019) como Carmela Ortiz "Doña Caramela".
- Princesas (2020) como Elvira (Rol Antagónico Protagónico)
- Brujas (2025) como Elvira Hurtado.

### Películas
- La carnada (1999) como Emilia.
- Polvo enamorado (2003) como Señora de la peregrinación.
- Doble juego (2004) como propietaria.
- El acuarelista (2007) como Presidenta.
- El inca, la boba y el hijo del ladrón (2011)
- El limpiador (2013)
- Asu Mare (2013) como Isabel "Chabela" Vilar
- Locos de amor (2016) como Carmela
- Rómulo y Julita (2020)
- La herencia de Flora (2024)
- Paddington en Perú (2025) como Tía Lucy (doblaje latinoamericano)

## Premios y nominaciones
| Año  | Premio                       | Categoría                   | Trabajo                   | Resultado |
| ---- | ---------------------------- | --------------------------- | ------------------------- | --------- |
| 2011 | Premios Luces de El Comercio | Mejor actriz de teatro      | La fiesta de cumpleaños   | Nominada  |
| 2013 | Premios Luces de El Comercio | Actriz de reparto de teatro | A la gente le gusta el té | Nominada  |